# Carex pseudosupina
Carex pseudosupina là một loài thực vật có hoa trong họ Cói. Loài này được Y.C.Tang ex L.K.Dai mô tả khoa học đầu tiên năm 1999.